# 菲尔莫尔 (加利福尼亚州)
菲尔莫尔（英文：Fillmore），是美国加利福尼亚州文图拉县下属的一座城市。建市于1914年7月10日，面积 大约为3.36平方英里 (8.7平方公里)。根据2010年美国人口普查，该市有人口15,002人。